# Ḩeydarābād-e Marālī
Ḩeydarābād-e Marālī (persiska: حیدر آباد مرالی) är en ort i Iran.   Den ligger i provinsen Lorestan, i den nordvästra delen av landet, 400 km sydväst om huvudstaden Teheran. Ḩeydarābād-e Marālī ligger 1 912 meter över havet och antalet invånare är 155.
Terrängen runt Ḩeydarābād-e Marālī är kuperad åt nordväst, men åt sydost är den platt.Runt Ḩeydarābād-e Marālī är det ganska tätbefolkat, med 56 invånare per kvadratkilometer. Närmaste större samhälle är Nūrābād, 12,3 km söder om Ḩeydarābād-e Marālī. Trakten runt Ḩeydarābād-e Marālī består till största delen av jordbruksmark.